# Hemiboreala klimatzonen
Hemiboreala klimatzonen ligger halvvägs mellan de tempererade och subarktiska klimatzonerna. 
Exempel på områden med hemiborealt klimat är sydligaste Norge, södra Sverige, Åland, södra Finland, Estland, Lettland, Litauen, Belarus, södra Sibiriens regnskog, större delen av södra Kanada samt Michigan, Wisconsin, Minnesota och östra North Dakota i USA.

## Botanik
En hemiboreal skog har några egenskaper hos en boreal skog, och delar också funktioner med skogar i den tempererade zonen i söder. Barrträd dominerar i den hemiborala zonen, men även lövträd förekommer, såsom asp, ek, lönn, ask, björk, bok, hasslar och avenbokar.